# 1977-es Eurovíziós Dalfesztivál
Az 1977-es Eurovíziós Dalfesztivál volt a huszonkettedik Eurovíziós Dalfesztivál, melynek az Egyesült Királyság fővárosa, London adott otthont. A helyszín a londoni Wembley Konferencia Központ volt.

## A résztvevők
Egy év kihagyás után visszatért Svédország.
Sokáig úgy tűnt, hogy Tunézia lesz a verseny első afrikai résztvevője, ám néhány héttel a verseny előtt visszaléptek. Ha részt vettek volna, a fellépési sorrendben a negyedikek lettek volna. Nem vett részt Jugoszlávia sem, így összesen 18 dal versenyzett.
Másodszor vett részt a versenyen a monacói Michèle Torr (1966-ban Luxemburgot képviselte), az osztrák Beatrix Neundlinger (1972 után), a portugál Fernando Tordo és Paulo de Carvalho (1973, illetve 1974 után), az ír The Swarbriggs együttes (1975 után) és az izraeli Ilanit, aki az 1973-as Eurovíziós Dalfesztiválon debütáló ország első indulója volt. Ugyancsak másodszor szerepelt a belga együttes három női tagja, akik 1970-ben Hollandiát képviselték.
A Németországot képviselő Silver Convention trió a versenyt megelőzően Fly, Robin, Fly és Get Up and Boogie című dalaikkal első, illetve második helyezést értek el az amerikai Billboard Hot 100 slágerlistán. Ezzel ők voltak a dalfesztivál történetének első olyan előadói, akik részvételük előtt amerikai listavezető dallal rendelkeztek.

## A verseny
Először – és eddig utoljára – fordult elő, hogy a versenyt el kellett halasztani. Az eredetileg április 2-ára tervezett verseny idején a BBC dolgozói sztrájkoltak. A versenyt egy hónappal később, május 7-én tartották meg.
Ismét érvénybe léptették az 1973-as Eurovíziós Dalfesztiválon eltörölt nyelvhasználatot korlátozó szabályt. Tehát minden részt vevő országnak a hivatalos nyelveinek egyikén kellett énekelnie. Belgium és Németország ebben az évben mentesült e szabály alól, mivel már a szabálymódosítás előtt kiválasztották indulójukat.
Az ebben az évben használt pontozótábla volt az első, melyen az egyes országok zászlajai is helyet kaptak. Az 1970-es verseny óta szokássá vált képeslapok ezúttal hiányoztak. Bár a BBC készített rövidfilmeket – egy londoni szórakozóhelyre invitálták az előadókat, és az összejövetel vidám pillanatait megörökítő filmeket készítettek – ám a norvég delegáció nem engedte, hogy leadják adásban, mivel a tizennyolc éves norvég énekesnőt többször is alkohol fogyasztása közben mutatta a videó, ami a norvég törvények szerint nem megengedett. Hasonló panasszal élt a svéd delegáció is, és a BBC-nek már nem volt ideje új képeslapokat forgatni. Helyette a dalok között a kamera a közönség sorait mutatta, miközben a zenekar halk zenét játszott.

## A szavazás
A szavazási rendszer megegyezett az 1975-ös versenyen bevezetettel. Minden ország a kedvenc 10 dalára szavazott, melyek 1-8, 10 és 12 pontot kaptak. A szóvivők a fellépési sorrendnek megfelelően hirdették ki a pontokat.
A szavazás a fellépési sorrendnek megfelelően zajlott: Írország volt az első szavazó, míg Franciaország az utolsó. A szavazás során öt ország váltotta egymást az élen: az első zsűri után Finnország állt az élen, míg Monaco pontjai után Izrael, Olaszország és Franciaország osztozott az első helyen. Ezt követően a házigazda Egyesült Királyság állt az élen. A görög zsűri pontjai után holtverseny alakult ki a brit és a francia dal között, ezután utóbbi vette át a vezetést és innentől kezdve már végig meg tudta őrizni előnyét. A győztes dal három zsűritől – német, svájci, finn – gyűjtötte be a maximális tizenkettő pontot, éppen feleannyitól, mint a zsűriket jobban megosztó brit dal. A legkevesebb, három pontot, a norvég zsűri adta a győztesnek.
Franciaország akkor rekordnak számító, ötödik alkalommal győzött, azóta viszont egyszer sem. Később Luxemburg és az Egyesült Királyság beállította ezt a rekordot, Írország és Svédország pedig meg is döntötte.
A francia dal mindegyik zsűritől kapott pontot. Franciaországnak sorozatban másodszor sikerült ez. Az Egyesült Királyság tizedik alkalommal zárta a versenyt a második helyen, és zsinórban a tizenegyedik alkalommal végeztek az első négy hely egyikén.

## Eredmények
| #  | Ország             | Nyelv        | Előadó                               | Dal                           | Magyar fordítás                  | Helyezés | Pontszám |
| -- | ------------------ | ------------ | ------------------------------------ | ----------------------------- | -------------------------------- | -------- | -------- |
| 01 | Írország           | angol        | The Swarbriggs Plus Two              | It’s Nice to Be in Love Again | Jó érzés újra szerelmesnek lenni | 3.       | 119      |
| 02 | Monaco             | francia      | Michèle Torr                         | Une petite française          | Egy francia kislány              | 4.       | 96       |
| 03 | Hollandia          | holland      | Heddy Lester                         | De mallemolen                 | A körhinta                       | 12.      | 35       |
| 04 | Ausztria           | német, angol | Schmetterlinge                       | Boom Boom Boomerang           | Bumm bumm bumeráng               | 17.      | 11       |
| 05 | Norvégia           | norvég       | Anita Skorgan                        | Casanova                      | —                                | 14.      | 18       |
| 06 | Németország        | angol        | Silver Convention                    | Telegram                      | Távirat                          | 8.       | 55       |
| 07 | Luxemburg          | francia      | Anne-Marie B                         | Frère Jacques                 | János bátyám                     | 16.      | 17       |
| 08 | Portugália         | portugál     | Os Amigos                            | Portugal no coração           | Portugália a szívemben           | 14.      | 18       |
| 09 | Egyesült Királyság | angol        | Lynsey de Paul és Mike Moran         | Rock Bottom                   | Mélypont                         | 2.       | 121      |
| 10 | Görögország        | görög        | Paschalis, Marianna, Robert és Bessy | Mathima Solfege               | Szolfézs lecke                   | 5.       | 92       |
| 11 | Izrael             | héber        | Ilanit                               | Ahavá hi sir lisnájim         | A szerelem egy dal két embernek  | 11.      | 49       |
| 12 | Svájc              | német        | Pepe Lienhard Band                   | Swiss Lady                    | Svájci hölgy                     | 6.       | 71       |
| 13 | Svédország         | svéd[a]      | Forbes                               | Beatles                       | —                                | 18.      | 2        |
| 14 | Spanyolország      | spanyol      | Micky                                | Enséñame a cantar             | Taníts meg énekelni              | 9.       | 52       |
| 15 | Olaszország        | olasz        | Mia Martini                          | Libera                        | Szabadon                         | 13.      | 33       |
| 16 | Finnország         | finn         | Monica Aspelund                      | Lapponia                      | Lappföld                         | 10.      | 50       |
| 17 | Belgium            | angol        | Dream Express                        | A Million in One, Two, Three  | Egymillió egy-két-háromra        | 7.       | 69       |
| 18 | Franciaország      | francia      | Marie Myriam                         | L’oiseau et l’enfant          | A madár és a gyermek             | 1.       | 136      |

1.↑ a: A dal tartalmazta a The Beatles két dalának angol nyelvű címét is.

## Térkép

Részt vevő országok
Országok, melyek korábban részt vettek, de ebben az évben nem

## Ponttáblázat
|                    | Zsűrik   | Zsűrik | Zsűrik    | Zsűrik   | Zsűrik   | Zsűrik      | Zsűrik    | Zsűrik     | Zsűrik             | Zsűrik      | Zsűrik | Zsűrik | Zsűrik     | Zsűrik        | Zsűrik      | Zsűrik     | Zsűrik  | Zsűrik        | Zsűrik |
| Össz               | Írország | Monaco | Hollandia | Ausztria | Norvégia | Németország | Luxemburg | Portugália | Egyesült Királyság | Görögország | Izrael | Svájc  | Svédország | Spanyolország | Olaszország | Finnország | Belgium | Franciaország |        |
| ------------------ | -------- | ------ | --------- | -------- | -------- | ----------- | --------- | ---------- | ------------------ | ----------- | ------ | ------ | ---------- | ------------- | ----------- | ---------- | ------- | ------------- | ------ |
| Írország           | 119      |        | 8         | 1        | 5        | 12          | 5         | 8          | 1                  | 12          | 10     | 12     | 8          | 12            | 4           | 8          |         | 3             | 10     |
| Monaco             | 96       | 5      |           |          | 8        | 1           | 6         | 1          | 6                  | 7           | 12     | 2      | 6          | 10            | 8           | 12         | 5       | 2             | 5      |
| Hollandia          | 35       | 3      | 3         |          |          |             |           |            |                    | 1           | 1      | 1      | 7          |               | 1           |            |         | 10            | 8      |
| Ausztria           | 11       |        | 5         |          |          | 2           |           |            |                    |             | 3      |        |            |               |             |            | 1       |               |        |
| Norvégia           | 18       |        |           |          |          |             |           | 3          | 2                  | 2           |        |        |            | 1             |             | 5          |         | 5             |        |
| Németország        | 55       | 1      | 1         | 3        | 2        |             |           | 2          | 8                  | 8           | 8      | 5      |            | 5             | 5           | 6          |         |               | 1      |
| Luxemburg          | 17       | 2      |           |          |          |             |           |            |                    |             |        |        |            |               | 7           |            | 8       |               |        |
| Portugália         | 18       |        | 2         | 2        |          |             | 1         |            |                    |             |        |        | 4          |               |             | 3          |         |               | 6      |
| Egyesült Királyság | 121      |        | 12        | 7        | 12       | 7           | 10        | 12         | 12                 |             |        | 8      |            | 8             | 3           | 2          | 4       | 12            | 12     |
| Görögország        | 92       |        | 10        | 10       | 4        | 4           | 4         | 6          | 10                 | 5           |        | 3      | 1          | 7             | 12          | 1          | 6       | 6             | 3      |
| Izrael             | 49       | 7      | 7         | 5        | 3        | 5           |           |            |                    |             |        |        | 10         | 3             | 6           |            |         | 1             | 2      |
| Svájc              | 71       | 6      |           |          | 10       | 10          |           | 5          | 4                  | 4           | 6      | 4      |            |               |             | 4          | 10      | 8             |        |
| Svédország         | 2        |        |           |          |          |             | 2         |            |                    |             |        |        |            |               |             |            |         |               |        |
| Spanyolország      | 52       |        |           | 6        | 1        |             | 7         | 7          |                    | 3           | 4      |        | 3          |               |             | 7          | 7       | 7             |        |
| Olaszország        | 33       | 8      | 6         |          |          |             | 3         |            | 3                  |             |        |        | 2          |               | 2           |            | 2       |               | 7      |
| Finnország         | 50       | 12     |           | 4        | 6        | 8           |           |            |                    |             | 2      | 7      | 5          | 2             |             |            |         |               | 4      |
| Belgium            | 69       | 4      |           | 12       |          | 6           | 8         | 4          | 7                  | 10          | 5      | 6      |            | 4             |             |            | 3       |               |        |
| Franciaország      | 136      | 10     | 4         | 8        | 7        | 3           | 12        | 10         | 5                  | 6           | 7      | 10     | 12         | 6             | 10          | 10         | 12      | 4             |        |

## Visszatérő előadók
| Előadó | Ország     | Előző év(ek)                                          |
| --- | ---------- | ----------------------------------------------------- |
| The Swarbriggs                                                                                                   | Írország   | 1975                                                  |
| Michèle Torr | Monaco     | 1966 (Luxemburg színeiben)                            |
| Beatrix Neundlinger (Schmetterlinge tagja)                                                                       | Ausztria   | 1972 (Milestones tagjaként)                           |
| Fernando Tordo (Os Amigos tagja) Paulo de Carvalho (Os Amigos tagja)                                             | Portugália | 1973 1974                                             |
| Ilanit | Izrael     | 1973                                                  |
| Bianca Maessen (Dream Express tagja) Patricia Maessen (Dream Express tagja) Stella Maessen (Dream Express tagja) | Belgium    | 1970 (Hearts of Soul tagjaiként, Hollandia színeiben) |